# Oberamt Wangen

Karte der württembergischen Oberämter, Stand 1926

Das Oberamt Wangen war ein württembergischer Verwaltungsbezirk (auf beigefügter Karte #60), der 1934 in Kreis Wangen umbenannt und 1938 um den größten Teil des ehemaligen Oberamts Leutkirch zum Landkreis Wangen erweitert wurde. 1973 ging dieser Kreis im Landkreis Ravensburg auf. Allgemeine Informationen zu württembergischen Oberämtern siehe Oberamt (Württemberg).

## Geschichte

Oberamt Wangen, Gebietsstand 1813, mit den früheren Herrschaftsgrenzen
Legende

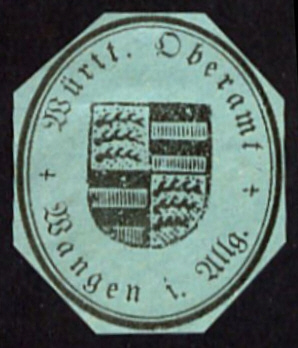
Briefsiegel des Oberamts Wangen

Das Gebiet dieses Oberamtes war Ende des 18. Jahrhunderts unter viele Herrschaften aufgeteilt. Mit dem Reichsdeputationshauptschluss fiel die Reichsstadt Wangen 1803 an Bayern, die Reichsstadt Isny und das dortige Kloster wurden dem Grafen von Quadt zugeteilt. Württemberg konnte im Allgäu erst 1805 Fuß fassen, als es im Frieden von Pressburg einen Teil der österreichischen Besitzungen erhielt, aber bereits im folgenden Jahr sein Hoheitsgebiet erheblich vergrößern: Durch die Rheinbundakte wurden die quadtschen Güter und auch die umfangreichen Besitzungen der – 1803 in den Fürstenstand erhobenen – waldburgischen Linien zugunsten Württembergs mediatisiert. Die Neuerwerbungen waren zunächst dem Oberamt Altdorf unterstellt und bildeten dann vorübergehend das eigenständige Oberamt Isny. Im Pariser Grenzvertrag legten die Königreiche Bayern und Württemberg 1810 die gemeinsame Grenze endgültig fest. Dabei kam die Stadt Wangen zu Württemberg, die Gemeinden Wengen und Weiler dagegen fielen an Bayern. Aus dem Oberamt Isny und den neu dazu gekommenen Gemeinden wurde 1810 das Oberamt Wangen gebildet, das von 1818 bis 1924 dem Donaukreis zugeordnet war. Nachbarn waren die württembergischen Oberämter Tettnang, Ravensburg, Leutkirch und Waldsee, das Königreich Bayern sowie die hohenzollerische, ab 1850 preußische Exklave Achberg.

### Ehemalige Herrschaften
1813, nach Abschluss der Gebietsreform, setzte sich der Bezirk aus Bestandteilen zusammen, die im Jahr 1800 zu folgenden Herrschaften gehört hatten:
- Reichsstadt Wangen: Wangen, Niederwangen, Deuchelried. (Die übrigen Orte des früheren Reichsstadtgebiets, Wohmbrechts und Maria-Thann, blieben 1810 bayerisch.)
- Reichsstadt Isny
- Vorderösterreich, Landvogtei Schwaben: spätere Gemeinde Pfärrich mit Ausnahme der Herrschaft Amtzell.
- Reichsabtei Weingarten: Eggenreute.
- Reichsabtei Isny: die Vorstadt Isny und die „Bergorte“ (Blockwiesen, Eisenbach und einige Einzelhöfe).
- Fürstabtei St. Gallen: Herrschaft Neuravensburg.
- Graf von Waldburg-Wolfegg-Waldsee: Herrschaft Praßberg und Leupolz.
- Graf von Waldburg-Zeil-Trauchburg: Herrschaft Trauchburg, mit den späteren Gemeinden Neutrauchburg, Großholzleute, Rohrdorf, Friesenhofen, Winterstetten, Beuren, Christazhofen und Eisenharz.
- Waldburg-Wolfegg und Waldburg-Wurzach je zur Hälfte: Herrschaft Kißlegg, mit den späteren Gemeinden Kißlegg, Emmelhofen, Immenried, Sommersried und Wiggenreute.
- Graf von Abensperg und Traun: Grafschaft Eglofs und Herrschaft Siggen.
- Reichsritterschaft
Beim Kanton Hegau-Allgäu-Bodensee der schwäbischen Ritterschaft waren immatrikuliert:
  - Ratzenried (Freiherr von Ratzenried),
  - Amtzell (Freiherr Reichlin von Meldegg).

## Gemeinden
Folgende 26 Gemeinden waren 1841 dem Oberamt unterstellt:
| Nr. | frühere Gemeinde | Einwohnerzahl 1841 | Einwohnerzahl 1841 | heutige Gemeinde    |
|     |                  | evangel.           | kathol.            |                     |
| --- | ---------------- | ------------------ | ------------------ | ------------------- |
| 1   | Wangen           | 50                 | 1.527              | Wangen im Allgäu    |
| 2   | Beuren           | –                  | 661                | Isny im Allgäu      |
| 3   | Christazhofen 1  | –                  | 793                | Argenbühl           |
| 4   | Deuchelried      | –                  | 699                | Wangen              |
| 5   | Eggenreute       | 9                  | 274                | Wangen              |
| 6   | Eglofs           | –                  | 1.349              | Argenbühl           |
| 7   | Eisenharz        | –                  | 915                | Argenbühl           |
| 8   | Emmelhofen       | –                  | 524                | Kißlegg             |
| 9   | Friesenhofen     | –                  | 440                | Leutkirch im Allgäu |
| 10  | Göttlishofen     | –                  | 518                | Argenbühl           |
| 11  | Groß Holzleute   | –                  | 626                | Isny im Allgäu      |
| 12  | Immenried        | –                  | 657                | Kißlegg             |
| 13  | Isny Stadt       | 1.324              | 557                | Isny im Allgäu      |
| 14  | Isny Vorstadt    | –                  | 473                | Isny im Allgäu      |
| 15  | Kißlegg          | –                  | 444                | Kißlegg             |
| 16  | Neu-Ravensburg   | –                  | 1.020              | Wangen              |
| 17  | Neu-Trauchburg   | –                  | 683                | Isny im Allgäu      |
| 18  | Niederwangen     | –                  | 706                | Wangen              |
| 19  | Pfärrich 2       | 14                 | 1.207              | Amtzell             |
| 20  | Praßberg 3       | –                  | 901                | Wangen              |
| 21  | Ratzenried       | 1                  | 643                | Argenbühl           |
| 22  | Rohrdorf         | –                  | 416                | Isny im Allgäu      |
| 23  | Siggen           | –                  | 149                | Argenbühl           |
| 24  | Sommersried      | –                  | 1.098              | Kißlegg             |
| 25  | Wiggenreute      | –                  | 319                | Kißlegg             |
| 26  | Winterstetten    | –                  | 349                | Leutkirch im Allgäu |
|     | Summe            | 1.398              | 17.050             |                     |

## Änderungen im Gemeindebestand seit 1813

Gemeinden und Markungen um 1860

Die lokale Verwaltungsgliederung orientierte sich zunächst an den früheren Herrschaftsgrenzen, was insbesondere im Bereich Pfärrich-Eggenreute zu komplizierten Grenzverläufen führte. Auch die Grenze zum Oberamt Ravensburg wies mehrere Ex- und Enklaven auf. Um 1820 bestanden neben den Städten Wangen und Isny 30 weitere Schultheißereien: Amtzell, Beuren, Bolsternang, Christazhofen, Deuchelried, Eggenreute, Eglofs, Eisenharz, Emmelhofen, Enkenhofen, Friesenhofen, Göttlishofen, Holzleute, Immenried, Isny (Vorstadt), Kißlegg, Menelzhofen, Neuravensburg, Neutrauchburg, Niederwangen, Pfärrich, Praßberg, Ratzenried, Rohrdorf, Sammisweiler, Schweinebach, Siggen, Sommersried, Wiggenreute und Winterstetten.
Nachdem die Verfassung von 1819 die Grundlage für die kommunale Selbstverwaltung bereitet hatte, konstituierten sich die Gemeinden im modernen Sinne. Bis 1830 reduzierte sich ihre Zahl auf 26. 1823 wurde Menelzhofen nach Neutrauchburg eingemeindet, 1825 Amtzell nach Pfärrich. Ferner kamen Bolsternang zu (Groß-)Holzleute, Enkenhofen zu Christazhofen, Sammisweiler zu Sommersried, Schweinebach zu Neutrauchburg. Auch Rohrdorf wurde nach Neutrauchburg eingegliedert, erlangte aber nach wenigen Jahren wieder seine Selbständigkeit.
- 1842 wurden die Gemeinden Friesenhofen und Winterstetten zum Oberamt Leutkirch versetzt. Eintürnenberg wurde von Immenried nach Eintürnen (Oberamt Waldsee) umgemeindet. Butzers, Goldegger und Tannberg kamen von Bodnegg (Oberamt Ravensburg) zur Gemeinde Pfärrich.
- 1848 wurden die Bergorte von Isny Vorstadt nach Rohrdorf umgemeindet.
- 1864 trat Bayern die Felderhalde mit Spitalhof und Lukasreutehof an Württemberg ab. Das Gebiet wurde der Stadt Isny zugeteilt.
- 1911 wurde Isny Vorstadt nach Isny eingemeindet.
- 1934 wurden Emmelhofen, Sommersried und Wiggenreute nach Kißlegg eingemeindet, Eggenreute nach Amtzell.

## Amtsvorsteher
- 1810–1811: Heinrich Martin Würth
- 1811–1823: Friedrich von Rom
- 1824–1826: Bernhard Friedrich Reinhardt
- 1826–1827: Christian Lukas Beck (Amtsverweser)
- 1827–1831: Johann Friedrich Ludwig Kausler
- 1831−1831: August Dreiß (Amtsverweser)
- 1831–1835: Johann Jacob Mann
- 1836–1841: Carl Friedrich von Leypold
- 1841–1850: Wilhelm Schubart
- 1850–1857: Friedrich Heinrich Ernst Cunradi
- 1857–1870: Nonus von Bailer
- 1870–1876: Theodor Funk
- 1876–1877: Max Hänle (Amtsverweser)
- 1877–1902: Franz Georg Mesmer
- 1902–1904: Josef Ehrhart
- 1904–1920: Josef Schöller
- 1920–1925: Richard Ernst
- 1925–1933: Alfred Doll